# C6orf47
C6orf47 (англ. Chromosome 6 open reading frame 47) – білок, який кодується однойменним геном, розташованим у людей на 6-й хромосомі. Довжина поліпептидного ланцюга білка становить 294 амінокислот, а молекулярна маса — 31 710.
| 10         |  | 20         |  | 30         |  | 40         |  | 50         |
| ---------- |  | ---------- |  | ---------- |  | ---------- |  | ---------- |
| MFLRRLGGWL |  | PRPWGRRKPM |  | RPDPPYPEPR |  | RVDSSSENSG |  | SDWDSAPETM |
| EDVGHPKTKD |  | SGALRVSGAA |  | SEPSKEEPQV |  | EQLGSKRMDS |  | LKWDQPISST |
| QESGRLEAGG |  | ASPKLRWDHV |  | DSGGTRRPGV |  | SPEGGLSVPG |  | PGAPLEKPGR |
| REKLLGWLRG |  | EPGAPSRYLG |  | GPEECLQIST |  | NLTLHLLELL |  | ASALLALCSR |
| PLRAALDTLG |  | LRGPLGLWLH |  | GLLSFLAALH |  | GLHAVLSLLT |  | AHPLHFACLF |
| GLLQALVLAV |  | SLREPNGDEA |  | ATDWESEGLE |  | REGEEQRGDP |  | GKGL       |

A: Аланін

C: Цистеїн

D: Аспарагінова кислота

E: Глутамінова кислота

F: Фенілаланін

G: Гліцин

H: Гістидин

I: Ізолейцин

K: Лізин

L: Лейцин

M: Метіонін

N: Аспарагін

P: Пролін

Q: Глутамін

R: Аргінін

S: Серин

T: Треонін

V: Валін

W: Триптофан

Кодований геном білок за функцією належить до фосфопротеїнів. 